# NGC 6416
NGC 6416 је расејано звездано јато у сазвежђу Шкорпија које се налази на NGC листи објеката дубоког неба.
Деклинација објекта је - 32° 21' 40" а ректасцензија 17h 44m 19,9s. Привидна величина (магнитуда) објекта NGC 6416 износи 5,7. NGC 6416 је још познат и под ознакама OCL 1031, ESO 455-SC32.